# Кубань (хоккейный клуб)
«Куба́нь» — российский хоккейный клуб из Краснодара. Существовал с 2012 по 2015 год.

## История
Впервые предметные намерения о создании хоккейного клуба в столице Краснодарского края были озвучены в июле 2007 года. 16 декабря 2011 года было официально сообщено о начале работы по созданию хоккейного клуба «Кубань», проведении подбора административного состава, тренеров и хоккеистов, чтобы команда смогла выступать в ВХЛ уже в сезоне 2012/13.
19 января 2012 года была официально зарегистрирована автономная некоммерческая организация «Хоккейный клуб „Кубань“».
22 марта 2012 года клуб официально направил документы для рассмотрения заявки о вступлении в состав ВХЛ.
13 апреля стало известно, что первым в истории команды тренером будет Андрей Пятанов. Кроме того, были определены цвета и эмблема клуба: синий, малиновый и зелёный — цвета флага Краснодарского края, и в качестве символа команды — грифон с хоккейной клюшкой в лапах.
30 мая ХК «Кубань» был принят в ВХЛ. По итогам первого сезона в ВХЛ клуб занял 17-е в регулярном чемпионате и не попал в плей-офф.
29 июня 2015 стало известно, что клуб пропустит сезон 2015/16 ВХЛ в связи с финансовыми трудностями.

## Главные тренеры
- Пятанов Андрей Константинович (13 апреля 2012 — 13 ноября 2012)
- Степанищев Анатолий Николаевич (и. о.; 13 ноября 2012 — 14 ноября 2012)
- Колпаков Владимир Ильич (14 ноября 2012 — 30 апреля 2015)